# 初梦
初夢在日语和日本文化中，指的是新年做的第一个梦。按照日本的传统说法，初梦的内容可以预兆做梦的人未来一年中的运势。在日本，由于很多日本人的除夕（明治維新前農曆年三十或年廿九至年初一凌晨，明治維新後新曆12月31日晚到1月1日凌晨）往往會守歲，通宵不睡，所以这里的初梦指的是新一年所做的第一個梦（明治維新前年初一至年初二凌晨，明治維新後新曆1月1日晚到1月2日凌晨），这也就是为什么，在日本曆中，1月2日被标为“初梦”。
按照一般的传统说法，如果在初梦中梦到了“富士山”、“鹰”、“茄子”这几样东西，就会被认为是吉利的象征。这种说法最早可以追溯到日本的江户时代，但是民间对此具体的解释却说法各异。有一种说法认为，富士山是日本最高的山，鹰是聪明且强壮的鸟类，而“茄子”（なすび）在日文中的发音和“达成”（成す）相似，所以都被认为是好运和吉利的表现。
在日本民间，人们用这样的俗语来描述初梦的吉利程度，然而它的后文却鲜为人知 ：，也就是说如果梦到了“扇子”、“烟草”、“座頭”中的一个，也是很吉利的。然而这种说法的来源也已经无法查证，不能确定究竟是本来就有的，还是后人添加上的了。
除此以外，从室町時代起，为了做个好梦，人们会将“なかきよの とおのねふりの みなめさめ なみのりふねの おとのよきかな”这样的回文写在“七福神乘寶船图”上，然后就可以放枕下安心睡觉了。这样的话，就算做了恶梦，只要第二天早上将画放在河上让它顺水漂走（像徵將恶梦送走），就不会带来厄运了。 
日治時代，在台灣的日本內地人有模仿的滑稽俚諺云：『一新高、二鷺、三芭蕉』。